# تيم غولدن (صحفي)
تيم غولدن (بالإنجليزية: Tim Golden)‏ هو صحفي أمريكي، ولد في 1961.